# Lövåssjön, Värmland
Lövåssjön är en sjö i Kristinehamns kommun i Värmland och ingår i Göta älvs huvudavrinningsområde. Sjön är 9,7 meter djup, har en yta på 0,535 kvadratkilometer och befinner sig 128,1 meter över havet. Sjön avvattnas av vattendraget Varnan.

## Delavrinningsområde
Lövåssjön ingår i det delavrinningsområde (659071-140258) som SMHI kallar för Utloppet av Lövåssjön. Medelhöjden är 139 meter över havet och ytan är 2,84 kvadratkilometer. Räknas de 2 avrinningsområdena uppströms in blir den ackumulerade arean 14,06 kvadratkilometer. Varnan som avvattnar avrinningsområdet har biflödesordning 2, vilket innebär att vattnet flödar genom totalt 2 vattendrag innan det når havet efter 264 kilometer. Avrinningsområdet består mestadels av skog (67 procent) och sankmarker (16 procent). Avrinningsområdet har 1,8 kvadratkilometer vattenytor vilket ger det en sjöprocent på 2,9 procent. Bebyggelsen i området täcker en yta av 1,32 kvadratkilometer eller 2 procent av avrinningsområdet.